# Euphorbia pancheri
Euphorbia pancheri är en törelväxtart som beskrevs av Henri Ernest Baillon. Euphorbia pancheri ingår i släktet törlar, och familjen törelväxter. Inga underarter finns listade i Catalogue of Life.